# Танський
Танський — поет 18 ст., автор бурлескно-гумористичних віршів та віршованих діялогів; правдоподібно автор великодніх віршів про перемогу Христа над чортом, пеклом і смертю (1746), відомої в кількох списках.